# ناما كاليفورنية
ناما كاليفورنية (الاسم العلمي:Nama californica) هي نوع من النباتات يتبع جنس الناما من الفصيلة الحمحمية.